# Jean-Claude Pasche
Pour les articles homonymes, voir Barnabé (homonymie).
Jean-Claude Pasche, dit Barnabé, né le 20 juin 1940 à Servion et mort le 24 octobre 2020, est un metteur en scène, acteur et un directeur de théâtre suisse.

## Biographie
Après avoir obtenu un diplôme de chant au Conservatoire de Lausanne, Barnabé se joint à son père pour exploiter le café-restaurant « La Croix-Blanche » ainsi que l'exploitation agricole attenante dans son village natal. Il y organise, dès 1965, des spectacles de cabaret dans une grange attenante qui avait été aménagée en salle de spectacles par son grand-père.
En 1967, il reprend la formule de la revue sur l'avis de Jacques Béranger, du Théâtre municipal de Lausanne. Devant le succès de cette manifestation, il construit une nouvelle salle de 500 places, le Café-Théâtre de Servion, qui ouvre en 1980. C'est dans cette salle qu'il installe un orgue de plus de 500 kilos et 350 tuyaux, appartenant au cinéma Apollo de Zurich, restauré et remis en forme ; l'instrument, baptisé « Barnabé », donnera successivement son nom à la salle de spectacle, puis à son propriétaire.
En 2005, il regroupe l'ensemble de son patrimoine au sein d'une fondation reconnue d'utilité publique par les autorités cantonales.
Il meurt le 24 octobre 2020.

## Sources
- Jean-François Reymond, « Il a consacré sa vie au spectacle sous le masque de Barnabé », Journal de Morges,‎ 2012 (lire en ligne)
- Romaine Crettenand-Sierro, « Barnabé », dans le Dictionnaire du théâtre en Suisse en ligne.